# Liste der Naturdenkmale in Neuruppin
Die Liste der Naturdenkmale in Neuruppin nennt die Naturdenkmale in Neuruppin im Landkreis Ostprignitz-Ruppin in Brandenburg, welche durch Rechtsverordnung geschützt sind. Naturdenkmale sind Einzelschöpfungen der Natur, deren Erhaltung wegen ihrer hervorragenden Schönheit, Seltenheit oder Eigenart oder ihrer ökologischen, wissenschaftlichen, geschichtlichen, volks- oder heimatkundlichen Bedeutung im öffentlichen Interesse liegt. Grundlage ist das Geoportal des Landkreises.
In den Spalten befinden sich folgende Informationen:
- Nr.: Identifizierungsnummer nach veröffentlichter Liste. Sie wird von der unteren Naturschutzbehörde des Landkreises oder der kreisfreien Stadt vergeben. Wenn sie bekannt ist, wird sie angegeben. In dieser Spalte kann sich zusätzlich das Wort Wikidata befinden, der entsprechende Link führt zu Angaben zu diesem Naturdenkmal bei Wikidata.
- Bezeichnung: Benennung des Naturdenkmals, in der Regel wird bei Bäume die Baumart genannt. Bekannte Eigennamen werden mit angegeben.
- Gemarkung: Ort oder Gemarkung, in der sich das Naturdenkmal befindet
- Lage: Nennt die Lage des Naturdenkmals im jeweiligen Ortsteil und die geografischen Koordinaten des Naturdenkmals. Link zu einem Kartenansichtstool, um Koordinaten zu setzen. In der Kartenansicht sind Naturdenkmale ohne Koordinaten mit einem roten beziehungsweise orangen Marker dargestellt und können in der Karte gesetzt werden. Denkmale ohne Bild sind mit einem blauen bzw. roten Marker gekennzeichnet, Denkmale mit Bild mit einem grünen beziehungsweise orangen Marker.
- Beschreibung: die Beschreibung des Naturdenkmales
- Schutzzweck: Erläutert den Grund der Unterschutzstellung
- Bild: Zeigt ein Bild des Naturdenkmales und gegebenenfalls ein Link zu weiteren Fotos im Medienarchiv Wikimedia Commons

## Neuruppin
| Bild                           | Bezeichnung                                   | Lage                                                                                     | Beschreibung | Schutzzweck                                                        | Nummer |
| ------------------------------ | --------------------------------------------- | ---------------------------------------------------------------------------------------- | --- | ------------------------------------------------------------------ | ------ |
| Weitere Bilder Fotos hochladen | Eiche (Quercus sp.)                           | Alt Ruppin, Ehrenfriedhof (52° 56′ 59,9″ N, 12° 50′ 35,1″ O)                             | Unterschutzstellung 1934                                                                                            |                                                                    |        |
| BW                             | Eiche (Quercus sp.)                           | Alt Ruppin, alter Schulplatz (52° 56′ 57,6″ N, 12° 50′ 37″ O)                            | Unterschutzstellung 1934                                                                                            |                                                                    |        |
| BW                             | Gleditschie (Gleditsia sp.)                   | Alt Ruppin, Friedrich-Engels-Straße 32 (52° 56′ 50,2″ N, 12° 50′ 40,4″ O)                | Unterschutzstellung 1978 entfällt                                                                                   |                                                                    |        |
| BW                             | Eibe (Taxus sp.)                              | Alt Ruppin, Amt für Forstwirtschaft, hinterm Wohnhaus (52° 56′ 47,5″ N, 12° 50′ 39,6″ O) | Unterschutzstellung 1934, 1978                                                                                      |                                                                    |        |
| BW                             | Lebensbaum (Thuja)                            | Alt Ruppin, Breite Straße, Mündung Kietzstraße (52° 56′ 58,5″ N, 12° 50′ 49,8″ O)        | Unterschutzstellung 1978                                                                                            |                                                                    |        |
| BW                             | Platane (Platanus sp.)                        | Alt Ruppin, Breite Straße, Mündung Kietzstraße (52° 56′ 58,6″ N, 12° 50′ 49,8″ O)        | Unterschutzstellung 1978                                                                                            |                                                                    |        |
| BW                             | Eiche (Quercus sp.)                           | Bechlin, Pfarrgarten vor dem Haus (52° 55′ 1,3″ N, 12° 45′ 48″ O)                        | Unterschutzstellung 1935                                                                                            |                                                                    |        |
| BW                             | 7-stämmige Rotbuche                           | Gühlen-Glienicke, Forst, am Ortsausgang Richtung Zühlen (53° 3′ 3″ N, 12° 45′ 42,8″ O)   | Unterschutzstellung 2001, entfällt                                                                                  | Erhaltung und Pflege eines Baumes mit besonders seltener Wuchsform | 5      |
| BW                             | Eiche (Quercus sp.)                           | Karwe, Einfahrt Gutshof (52° 51′ 51″ N, 12° 51′ 34,1″ O)                                 | Unterschutzstellung 1934                                                                                            |                                                                    |        |
| BW                             | Platane (Platanus sp.)                        | Karwe, Gutshof (52° 51′ 50,7″ N, 12° 51′ 29,7″ O)                                        | Unterschutzstellung 1978                                                                                            |                                                                    |        |
| BW                             | Mammutbaum (Sequoiadendron metasequoia)       | Karwe, gegenüber Kleingärten (52° 51′ 53,5″ N, 12° 51′ 27,8″ O)                          | Unterschutzstellung 2001                                                                                            | Erhaltung und Pflege eines sehr seltenen Baumes                    | 6      |
| BW                             | Platanenallee (Platanus x acerifolia)         | Karwe, K 6828 zwischen Karwe und Seehof (52° 52′ 4,8″ N, 12° 51′ 11,5″ O)                | Unterschutzstellung 1978                                                                                            |                                                                    | 48     |
| BW                             | Eiche (Quercus sp.)                           | Molchow, Dorfstraße (52° 58′ 37,8″ N, 12° 49′ 39,9″ O)                                   | Unterschutzstellung 1978                                                                                            |                                                                    |        |
| BW                             | Eiche (Quercus sp.)                           | Molchow, Dorfstraße (52° 58′ 38,2″ N, 12° 49′ 40,4″ O)                                   | Unterschutzstellung 1978                                                                                            |                                                                    |        |
| BW                             | Eiche (Quercus sp.)                           | Molchow, Dorfstraße (52° 58′ 38,3″ N, 12° 49′ 40,8″ O)                                   | Unterschutzstellung 1978                                                                                            |                                                                    |        |
| BW                             | Linde (Tilia sp.)                             | Nietwerder, Friedhof (52° 55′ 22,2″ N, 12° 51′ 11,8″ O)                                  | Unterschutzstellung 1934                                                                                            |                                                                    |        |
| BW                             | Linde (Tilia sp.)                             | Nietwerder, Friedhof (52° 55′ 22,2″ N, 12° 51′ 12,2″ O)                                  | Unterschutzstellung 1934                                                                                            |                                                                    |        |
| Weitere Bilder Fotos hochladen | Wichmannlinde                                 | Neuruppin, neben der Kirche am Friedhofseingang (52° 55′ 21,5″ N, 12° 48′ 37,8″ O)       | Unterschutzstellung 1934, 1978. Sommerlinde, der Legende nach im Todesjahr von Wichmann von Arnstein 1270 gepflanzt |                                                                    |        |
| BW                             | Linde (Tilia sp.)                             | Neuruppin, Virchowstraße vor der Kreisverwaltung (52° 55′ 35,4″ N, 12° 48′ 34,6″ O)      | Unterschutzstellung 1978                                                                                            |                                                                    |        |
| BW                             | Eiche (Quercus sp.)                           | Neuruppin, Kirchplatz (52° 55′ 34,1″ N, 12° 48′ 32,8″ O)                                 | Unterschutzstellung 1934, 1978                                                                                      |                                                                    |        |
| BW                             | Riesenmammutbaum (Sequoiadendron giganteum)   | Neuruppin, Tempelgarten (52° 55′ 30,8″ N, 12° 48′ 2,6″ O)                                | Unterschutzstellung 1934, 1978                                                                                      |                                                                    |        |
| BW                             | Riesenmammutbaum (Sequoiadendron giganteum)   | Neuruppin, Heinrich-Heine-Straße 2 (52° 55′ 32,4″ N, 12° 47′ 58,2″ O)                    | Unterschutzstellung 1934, 1978, nicht gefunden                                                                      |                                                                    |        |
| BW                             | Riesenlebensbaum (Thuja plicata)              | Neuruppin, Puschkinstraße 10 (52° 55′ 25,7″ N, 12° 47′ 55,7″ O)                          | Unterschutzstellung 1978                                                                                            |                                                                    |        |
| BW                             | Linde (Tilia sp.)                             | Neuruppin, Haus der Begegnungen (52° 55′ 21″ N, 12° 47′ 54,1″ O)                         | Unterschutzstellung 1934, 1978                                                                                      |                                                                    |        |
| BW                             | Ginkgo (Ginkgo biloba)                        | Neuruppin, Haus der Begegnungen (52° 55′ 21,1″ N, 12° 47′ 54,3″ O)                       | Unterschutzstellung 1934, 1978                                                                                      |                                                                    |        |
| BW                             | Riesenmammutbaum (Sequoiadendron giganteum)   | Neuruppin, Haus der Begegnungen (52° 55′ 21,4″ N, 12° 47′ 54,7″ O)                       | Unterschutzstellung 1934, 1978                                                                                      |                                                                    |        |
| BW                             | Eiche (Quercus sp.)                           | Pabstthum, Wirtschaftshof Pabstthum (52° 51′ 8,1″ N, 12° 56′ 0,9″ O)                     | Unterschutzstellung 1934                                                                                            |                                                                    |        |
| BW                             | Eiche (Quercus sp.)                           | Radensleben, Chaussee Radensleben-Herzberg (52° 53′ 7,8″ N, 12° 54′ 44″ O)               | Unterschutzstellung 1934                                                                                            |                                                                    |        |
| BW                             | Gemeine Esche (Fraxinus excelsior)            | Radensleben, Park (52° 53′ 5,4″ N, 12° 54′ 34,3″ O)                                      | Unterschutzstellung 1978                                                                                            |                                                                    |        |
| BW                             | Linde (Tilia sp.)                             | Radensleben, Dorfstraße 88, Villa Wahalla (52° 54′ 29,6″ N, 12° 54′ 41″ O)               | Unterschutzstellung 1978                                                                                            |                                                                    |        |
| Fotos hochladen                | Friedenseiche                                 | Stöffin, Dorfstraße 48 (52° 52′ 12,2″ N, 12° 44′ 37,3″ O)                                | Unterschutzstellung 1978                                                                                            |                                                                    |        |
| BW                             | Eiche (Quercus sp.)                           | Treskow, Park Treskow, ehemaliger Gutsgarten (52° 53′ 23,9″ N, 12° 48′ 13,9″ O)          | Unterschutzstellung 1978                                                                                            |                                                                    |        |
| BW                             | Eiche (Quercus sp.)                           | Treskow, Park Treskow, ehemaliger Gutsgarten (52° 53′ 22,7″ N, 12° 48′ 18,4″ O)          | Unterschutzstellung 1934, 1978                                                                                      |                                                                    |        |
| BW                             | Eiche (Quercus sp.)                           | Treskow, Burgwall Treskow (52° 53′ 23,7″ N, 12° 48′ 46,3″ O)                             | Unterschutzstellung 1978                                                                                            |                                                                    |        |
| BW                             | Eiche (Quercus sp.)                           | Treskow, Burgwall Treskow (52° 53′ 23,4″ N, 12° 48′ 46,9″ O)                             | Unterschutzstellung 1934, 1978                                                                                      |                                                                    |        |
| BW                             | Eiche (Quercus sp.)                           | Wulkow, Dorfstraße 32 (52° 55′ 11,4″ N, 12° 54′ 12,2″ O)                                 | Unterschutzstellung 1934                                                                                            |                                                                    |        |
| BW                             | Eiche (Quercus sp.)                           | Wulkow, Dorfstraße 49 (52° 55′ 19,6″ N, 12° 54′ 12,4″ O)                                 | Unterschutzstellung 1934                                                                                            |                                                                    |        |
| BW                             | Eiche (Quercus sp.)                           | Wulkow, Dorfstraße 53 (52° 55′ 21,9″ N, 12° 54′ 12,8″ O)                                 | Unterschutzstellung 1934                                                                                            |                                                                    |        |
| BW                             | Eiche (Quercus sp.)                           | Wuthenow, Dorfstraße 77 (52° 54′ 30,8″ N, 12° 50′ 15,1″ O)                               | Unterschutzstellung 1934, 1978                                                                                      |                                                                    |        |
| BW                             | Eiche (Quercus sp.)                           | Wuthenow, Dorfstraße 80 (52° 54′ 29,6″ N, 12° 50′ 18,6″ O)                               | Unterschutzstellung 1934                                                                                            |                                                                    |        |
| BW                             | Riesenlebensbaum (Thuja plicata)              | Zippelsförde, Umweltbegnungsstätte (52° 59′ 29,6″ N, 12° 54′ 15,6″ O)                    | Unterschutzstellung 1978                                                                                            |                                                                    |        |
| BW                             | Tanne (Abies sp.)                             | Zippelsförde, Umweltbegnungsstätte (52° 59′ 29,9″ N, 12° 54′ 17,4″ O)                    | Unterschutzstellung 1978 entfällt, umgebrochen 2011                                                                 |                                                                    |        |
| BW                             | Gewöhnliche Douglasie (Pseudotsuga menziesii) | Zippelsförde, Umweltbegnungsstätte (52° 59′ 29,3″ N, 12° 54′ 17,8″ O)                    | Unterschutzstellung 1978                                                                                            |                                                                    |        |
| BW                             | Tanne (Abies sp.)                             | Zippelsförde, Umweltbegnungsstätte (52° 59′ 30,6″ N, 12° 54′ 19,6″ O)                    | Unterschutzstellung 1978                                                                                            |                                                                    |        |